# Шібірган
Шібірга́н, Шібірґан або Шеберган (дарі شبرغان Šeberġān) — місто в Афганістані, центр провінції Джаузджан.

## Історія
Шібірган був колись процвітаючому населеним пунктом, лежачим на Шовковому шляху. В 1978 році радянські археологи виявили неподалік, у селі Тилля-тепе, золото бактрійських царів. Також вчені виявили цегляні колони та хрестоподібний вівтар стародавнього храму, який стояв тут, принаймні, за 1000 років до на шей ери.
У XIII столітті Марко Поло побував у місті, а пізніше написав про солодкі дині, вирощувані в околицях Шібіргана.
Хамід (сер. XIV ст.), Емір найманів, один з правителів Мавераннахра захопив Андхой та Шібірган, після вбивства еміром Казаганом хана Казан-хана.
У 1873 році Шібірган став столицею незалежного узбецького ханства завдяки угоді про розмежування сфер впливу в Афганістані між Росією та  Британією.
У серпні 2021 року таліби захопили Шібірган.

## Географія
Місто розташоване на півночі країни, неподалік від кордонів з Туркменістаном та Узбекистаном. Станом на 2006 населення міста становило 148 329 осіб, серед них переважають узбеки, також проживають хазарейці, пуштуни та араби. Шібірган є найважливішим містом Афганістану, де переважають узбеки.

### Клімат
Місто знаходиться у зоні, котра характеризується кліматом тропічних степів. Найтепліший місяць — липень із середньою температурою 30.8 °C (87.4 °F). Найхолодніший місяць — січень, із середньою температурою 3.1 °С (37.6 °F).
| Клімат Шібіргана        | Клімат Шібіргана | Клімат Шібіргана | Клімат Шібіргана | Клімат Шібіргана | Клімат Шібіргана | Клімат Шібіргана | Клімат Шібіргана | Клімат Шібіргана | Клімат Шібіргана | Клімат Шібіргана | Клімат Шібіргана | Клімат Шібіргана | Клімат Шібіргана |
| Показник                | Січ.             | Лют.             | Бер.             | Квіт.            | Трав.            | Черв.            | Лип.             | Серп.            | Вер.             | Жовт.            | Лист.            | Груд.            | Рік              |
| Середній максимум, °C   | 9,3              | 11,3             | 17,4             | 25               | 32               | 37,9             | 39,8             | 37,8             | 32,5             | 24,9             | 17,7             | 11,9             | 24,8             |
| Середня температура, °C | 3,1              | 5,6              | 11,1             | 17,9             | 23,4             | 28,4             | 30,8             | 28,7             | 23,7             | 17               | 10,8             | 6,3              | 17,2             |
| Середній мінімум, °C    | −1,7             | −0,1             | 5,3              | 11,6             | 16,5             | 20,7             | 22,9             | 20,4             | 14,3             | 8,3              | 3,3              | 0,4              | 10,2             |
| Норма опадів, мм        | 39.8             | 41.2             | 54.4             | 26               | 10.8             | 0.2              | 0                | 0                | 0.1              | 6                | 12.9             | 28.5             | 219.9            |
| Днів з опадами          | 5,1              | 6,2              | 9,1              | 6,4              | 3                | 0                | 0                | 0                | 0                | 2                | 3,1              | 4,2              | 39,1             |
| Вологість повітря, %    | 76.1             | 73.7             | 68.7             | 62.5             | 45.2             | 32.5             | 30.4             | 31.8             | 35.2             | 46.1             | 60.6             | 72.7             | 53               |
| ----------------------- | ---------------- | ---------------- | ---------------- | ---------------- | ---------------- | ---------------- | ---------------- | ---------------- | ---------------- | ---------------- | ---------------- | ---------------- | ---------------- |
| Джерело: Weatherbase    |                  |                  |                  |                  |                  |                  |                  |                  |                  |                  |                  |                  |                  |